# Syzygium chaii
Syzygium chaii är en myrtenväxtart som beskrevs av Peter Shaw Ashton. Syzygium chaii ingår i släktet Syzygium och familjen myrtenväxter. Inga underarter finns listade i Catalogue of Life.